# Japalura fasciata
Espèce
Synonymes
- Japalura szechwanensis Hu & Zhao, 1966

Statut de conservation UICN

 LC  : Préoccupation mineure
Japalura fasciata est une espèce de sauriens de la famille des Agamidae.

## Répartition
Cette espèce se rencontre au Viêt Nam et en République populaire de Chine au Sichuan, au Guizhou, au Guangxi, au Hunan et à Chongqing.

## Publication originale
- Mertens, 1926 : Herpetologische Mitteilungen VIIIXV. Senckenbergiana, vol. 8, no 3/4, p. 137-155.